# 1968년 미국 대통령 선거
1968년 미국 대통령 선거는 1968년 11월 5일에 치른 미국의 대통령 선거이다.
'법과 질서의 회복'을 약속한 리처드 닉슨 전 부통령에 의해 12년만에 공화당이 정권을 되찾은 이 선거는, 마틴 루터 킹 목사의 암살과 로버트 F. 케네디의 암살, 대학가에서 벌어지는 베트남 전쟁 반대운동 등으로 민주당이 분열되며 36년간 민주당을 지탱해왔던 뉴딜동맹이 붕괴된 시점으로 분석된다.
또한 인종차별에 대해 연방정부의 개입을 반대하며 창당된 미국독립당이 56년만에 가장 큰 제3당으로 등장한 때이기도 했다.

## 배경
1964년 미국 대통령 선거에서 역대 최고로 압도적인 표차로 승리한 린든 존슨 대통령은 '가난과의 전쟁'과 인권 입법, 우주탐사 등의 업적을 세웠으나, 다문화로 인한 신좌파운동의 등장으로 젊은이들의 시위와 인종갈등으로 인한 폭동으로 여름마다 대도시에서는 수천명이 죽어가고 수억달러의 피해를 입혔다. 심지어 선거가 있던 1968년 4월, 마틴 루터 킹 목사가 암살된 이후로 이는 더욱 격해져 백악관 근처에서 기관총이 난사되기에 이르렀다.
그러나 결정적인 지지율 저하 요인은 바로 베트남 전쟁으로, 50만명이 파병되고 매달 1000여명에 가까운 사상자를 낸 전쟁은 언론이 큰 비용에도 소득이 없고 많은 희생을 내고 있다는 것에 주목하기 시작하면서 큰 반대운동을 불러 일으켰다.

## 후보 선출

### 민주당

#### 예비선거
존 F. 케네디 대통령 암살로 12개월만 대통령을 수행한 존슨 대통령은 다음 대선에 도전할 수 있었고, 그에 맞설 민주당 후보는 없어 보였다.
그러나 선거가 있던 1968년 1월 로버트 맥나마라 국방장관이 전쟁을 곧 이길 것이라 호언장담했는데, 며칠 지나지 않아 구정 대공세가 시작되면서 정부에 대한 신뢰도는 땅에 떨어졌고 존슨 대통령은 암살 위협에 대중 앞에 서지도 못할 지경에 이르렀다.
당시 반전을 부르짖던 유진 맥카시 상원의원만이 공개적으로 존슨 대통령에 맞서 출마선언을 했는데, 자신의 지역구이자 예비선거 첫 지역인 뉴햄프셔에 모든 자원을 쏟아부은 그는 반전운동을 하는 학생들의 도움으로 3월 12일 예비선거에서 존슨 49% 맥카시 42%로 현직 대통령을 상대로 놀라운 선전을 보여준다.
이 뉴햄프셔 예비선거는 존슨 대통령의 취약점을 보여주었고, 4일 후엔 존슨 행정부 정책의 비판자였던 로버트 F. 케네디 상원의원이 출마하게 된다.
이후 부진한 지지율을 보이던 존슨 대통령은 3월 31일 평화협상을 위해 북베트남에 대한 폭격을 중지할 것을 발표하며 대통령 선거 불출마를 선언했다. 이에 휴버트 험프리 부통령이 출마를 선언했으나 예비선거에는 불참하며 전당대회만을 준비했다.
그리하여 예비선거는 케네디와 맥카시의 대결로 흘러갔고, 케네디가 5승, 맥카시가 6승(맞붙었을 땐 케네디 4승, 맥카시 1승)을 기록한 캘리포니아 예비선거 다음날이었던 6월 5일, 케네디 후보가 암살되었다.
예비선거 결과
- 유진 매카시 - 2,914,933 (38.73%)
- 로버트 케네디 - 2,305,148 (30.63%)
- 스테판 영 - 549,140 (7.3%)
- 린든 존슨 - 383,590 (5.1%)
- 토마스 린치 - 380,286 (5.05%)
- 라져 브래니긴 - 238,700 (3.17%)
- 조지 스매더스 - 236,242 (3.14%)
- 휴버트 H. 험프리 - 166,463 (2.21%)

#### 전당대회
케네디 후보의 죽음은 경선 판도를 완전히 뒤바꿔 놓았다. 전당대회를 준비하던 험프리 부통령은 존슨 대통령의 분신으로 여겨졌음에도 불구하고 케네디 지지층은 그에 맞설 새로운 후보에 결집하지 못하고, 오히려 경선 내내 맞서오던 맥카시 후보를 거부하며 험프리 측으로 이동하기까지 했다.
그리고 전당대회가 열린 시카고에서는, 베트남 전쟁 반대를 외치는 시위대와 경찰 간의 충돌이 벌어졌고, 이는 민주당의 분열로 이어졌다.
| 이름            | 득표    | 비고        |
| --------------- | ------- | ----------- |
| 휴버트 험프리   | 1759.25 | 대통령 후보 |
| 유진 매카시     | 601     |             |
| 조지 맥거번     | 146.5   |             |
| 채닝 필립스     | 67.5    |             |
| 대니얼 무어     | 17.5    |             |
| 에드워드 케네디 | 12.75   |             |
| 폴 브리안트     | 1.5     |             |
| 제임스 그레이   | 0.5     |             |
| 조지 월리스     | 0.5     |             |
| 총투표수        | 2607    |             |

| 이름            | 득표   | 비고        |
| --------------- | ------ | ----------- |
| 에드먼드 머스키 | 1942.5 | 부통령 후보 |
| 줄리안 본드     | 48.5   |             |
| 데이빗 호에     | 4      |             |
| 에드워드 케네디 | 3.5    |             |
| 유진 매카시     | 3      |             |
| 기타            | 16.25  |             |
| 무효            | 604.25 |             |
| 총투표수        | 2622   |             |

### 공화당

#### 예비선거
공화당의 대선 주자는 리차드 닉슨 전 부통령이었다. 그는 뒤에서 1966년 중간선거를 승리로 이끌었고, 많은 의원들과 주지사들이 그를 지지했다. 그럼에도 1960년 미국 대통령 선거와 1962년 캘리포니아 주지사 선거에서의 패배는 공화당 지지자들로 하여금 더 확장성 있는 후보를 바라게 했고, 68년 공화당 경선은 닉슨 전 부통령과 그에 맞서는 조지 롬니 미시간 주지사, 찰스 퍼시 상원의원, 넬슨 록펠러 뉴욕 주지사, 로날드 레이건 캘리포니아 주지사 등의 입장과 퇴장의 연속이었다.

#### 전당 대회
| 이름            | 득표 | 비고        |
| --------------- | ---- | ----------- |
| 리차드 닉슨     | 692  | 대통령 후보 |
| 넬슨 록펠러     | 277  |             |
| 로날드 레이건   | 182  |             |
| 제임스 로데스   | 55   |             |
| 조지 W. 롬니    | 50   |             |
| 클리포드 케이스 | 22   |             |
| 프랭크 칼슨     | 20   |             |
| 윈드롭 록펠러   | 18   |             |
| 하이럼 퐁       | 14   |             |
| 해럴드 스태슨   | 2    |             |
| 존 린제이       | 1    |             |
| 총투표수        | 1333 |             |

| 이름          | 득표 | 비고        |
| ------------- | ---- | ----------- |
| 스피로 애그뉴 | 1119 | 부통령 후보 |
| 조지 롬니     | 186  |             |
| 존 린제이     | 10   |             |
| 에드워드 브룩 | 1    |             |
| 제임스 로데스 | 1    |             |
| 총투표수      | 1317 |             |

1968년 8월, 공화당 전당대회는 리차드 닉슨 전 부통령을 대통령 후보로, 스피로 애그뉴 메릴랜드 주지사를 부통령 후보로 선출하였다.

### 미국독립당
인종차별에 대한 연방정부의 간섭을 반대하며 1967년 창당된 미국독립당은 민주당 출신의 조지 월리스 전 앨라배마 주지사를 대통령 후보로 추대했다.
월리스 측의 전략은 승리가 아니라 선거인단을 확보해 캐스팅 보트 역할을 하는 것이었다.

## 선거 과정
닉슨 측은 전통적 민주당 지지층이지만 존슨 행정부의 흑인인권옹호에 분노하는 남부 백인들을 타겟으로 하는 '남진 전략'을 내세웠다. 비록 당시에는 월리스 측이 그러한 타겟층을 흡수했지만, 이는 결국 민주당을 지탱하던 뉴딜동맹의 붕괴를 의미했고, 이후 공화당 후보들의 주 전략이 된다.
닉슨 측은 인권차별철폐를 주장하는 시위로 인해 격해진 폭동 등을 향해 '법과 질서의 회복'을 위쳤고 험프리 측은 '가난과의 전쟁'이라는 복지정책을 지속할 것을 공약했다. 그러나 현직 부통령이었던 그는 베트남 전쟁을 지속하는 존슨 대통령의 눈치를 볼 수밖에 없었고, 반전주의자들의 비난의 타겟이 되곤 했다.
민주당 전당대회 직후 여론조사에서, 인종갈등, 베트남전쟁에 케네디암살, 월리스 출마 등 악재가 겹친 험프리는 닉슨에게 두자릿수로 뒤지고 있었다. 험프리는 그때부터 '험프리 부통령'이 아닌 '험프리 후보'로서 존슨 행정부와 거리를 두며 월리스를 인종차별주의자로 공격해나갔다. 21%까지 치솟았던 윌리스 지지율은 그가 지목한 러닝메이트인 커티스 리메이의 베트남전쟁 핵폭격 발언으로 떨어지기 시작했고, 그 효과로 험프리 측의 지지율은 상승하기 시작했다.
대선날까지 좁혀지던 닉슨과 험프리의 지지율 차는 실제 선거에서 초접전을 벌였고, 다음날 아침에야 당선자가 드러나게 된다.

### 험프리의 상승과 10월의 이변
8월 말 민주당 전당대회이 끝난 뒤, 험프리는 대부분 여론조사에서 닉슨에게 두 배차로 뒤졌으며, 그가 당선될 가능성도 줄어들었다. 타임지는 이런 상황에 대해 "옛 민주당의 지지 세력은 붕괴되었다. 막대한 블루칼라 노동자들은 월리스의 감언을 지지한다. 흑인들은 투표에 참여하지 못하도록 협박받는다. 리버럴은 베트남 전쟁 때문에 지지를 거둔다. 남부는 잃어가고 있다. 전쟁 수뇌부는 사실상 사라졌고, 린든 존슨에게 거절당한 당내 계파는 제 기능을 하지 못한다."고 평하였다. 그러나 이 과정을 '즐거움의 정치'라고 선언한 후 주요 노조들이 계속 지지를 선언하면서, 험프리는 다시 선거 운동을 시작하였다. 존슨과 거리를 두고 등록 유권자들 중에서 민주당원들이 다수인 점을 이용하면서, 험프리는 자신을 '부통령 휴버트 험프리' 대신 '민주당 후보 휴버트 험프리'로 표기하였다. 험프리는 또한 월리스를 미국인들을 어두운 충동으로 선동하는 인종차별주의자라고 공격하였다. 월리스는 여론조사 내내 지지율이 올라가면서 9월에는 21%로 최고점에 올랐지만, 그의 최고조는 러닝메이트로 커티스 르메이를 임명하면서 끝나게 되었다. 전략 핵무기를 베트남에 써야 된다는 르메이의 주장은 유권자들로부터 지난 대선의 골드워터를 다시 떠올리게 하였다. 8월에 실시된 여론조사에서 노조원들의 절반의 지지를 얻었던 월리스는 이후 지지도가 가파르게 감소하는 것을 겪었다. 선거일이 다가오면서 북부와 중서부에서 월리스의 지지율이 감소하기 시작하자 험프리는 마침내 여론조사에서 상승세를 타기 시작했다.

## 선거 결과
| 대선 결과              |            |            |            |               |                          |               |
| 대통령 후보 출신 주    | 정당       | 득표수     | 득표율     | 선거인단 득표 | 부통령 후보 출신 주      | 선거인단 득표 |
| 리차드 닉슨 뉴욕       | 공화당     | 31,783,783 | 43.42%     | 301           | 스피로 애그뉴 메릴랜드   | 301           |
| 휴버트 험프리 미네소타 | 민주당     | 31,271,839 | 42.72%     | 191           | 에드먼드 머키스 메인주   | 191           |
| 조지 월리스 앨라배마   | 미국독립당 | 9,901,118  | 13.53%     | 46            | 커티스 리메이 캘리포니아 | 46            |
| 기타                   | -          | 243,258    | 0.33%      | 0             | -                        | 0             |
| 합계                   | 합계       | 73,199,998 |            | 538           | -                        | 538           |
| 선출필요수             | 선출필요수 | 선출필요수 | 선출필요수 | 270           | -                        | 270           |

### 지역별 결과
| 주               | 선거 인단 | 리처드 닉슨 (공화당) | 리처드 닉슨 (공화당) | 리처드 닉슨 (공화당) | 휴버트 험프리 (민주당) | 휴버트 험프리 (민주당) | 휴버트 험프리 (민주당) | 조지 월리스 (독립당) | 조지 월리스 (독립당) | 조지 월리스 (독립당) | 기타 후보 | 기타 후보 | 전체       |
| 주               | 선거 인단 | #                    | %                    | 선거 인단            | #                      | %                      | 선거 인단              | #                    | %                    | 선거 인단            | #         | %         | 전체       |
| ---------------- | --------- | -------------------- | -------------------- | -------------------- | ---------------------- | ---------------------- | ---------------------- | -------------------- | -------------------- | -------------------- | --------- | --------- | ---------- |
| 네바다           | 3         | 73,188               | 47.46                | 3                    | 60,598                 | 39.29                  | -                      | 20,432               | 13.25                | -                    | -         | -         | 154,218    |
| 네브래스카       | 5         | 321,163              | 59.82                | 5                    | 170,784                | 31.82                  | -                      | 44,904               | 8.36                 | -                    | -         | -         | 536,851    |
| 노스다코타       | 4         | 138,669              | 55.94                | 4                    | 94,769                 | 38.23                  | -                      | 14,244               | 5.75                 | -                    | 200       | 0.08      | 247,882    |
| 노스캐롤라이나   | 13        | 627,192              | 39.51                | 12                   | 464,113                | 29.24                  | -                      | 496,188              | 31.26                | 1                    | -         | -         | 1,587,493  |
| 뉴멕시코         | 4         | 169,692              | 51.85                | 4                    | 130,081                | 39.75                  | -                      | 25,737               | 7.86                 | -                    | 1,771     | 0.54      | 327,281    |
| 뉴욕             | 43        | 3,007,932            | 44.30                | -                    | 3,378,470              | 49.76                  | 43                     | 358,864              | 5.29                 | -                    | 44,800    | 0.66      | 6,790,066  |
| 뉴저지           | 17        | 1,325,467            | 46.10                | 17                   | 1,264,206              | 43.97                  | -                      | 262,187              | 9.12                 | -                    | 23,535    | 0.82      | 2,875,395  |
| 뉴햄프셔         | 4         | 154,903              | 52.12                | 4                    | 130,589                | 43.94                  | -                      | 11,173               | 3.76                 | -                    | 525       | 0.18      | 297,190    |
| 델라웨어         | 3         | 96,714               | 45.12                | 3                    | 89,194                 | 41.61                  | -                      | 28,459               | 13.28                | -                    | -         | -         | 214,367    |
| 로드아일랜드     | 4         | 122,359              | 31.79                | -                    | 246,518                | 64.04                  | 4                      | 15,678               | 4.07                 | -                    | 383       | 0.10      | 384,938    |
| 루이지애나       | 10        | 257,535              | 23.47                | -                    | 309,615                | 28.21                  | -                      | 530,300              | 48.32                | 10                   | -         | -         | 1,097,450  |
| 메릴랜드         | 10        | 517,995              | 41.94                | -                    | 538,310                | 43.59                  | 10                     | 178,734              | 14.47                | -                    | -         | -         | 1,235,039  |
| 매사추세츠       | 14        | 766,844              | 32.89                | -                    | 1,469,218              | 63.01                  | 14                     | 87,088               | 3.73                 | -                    | 8,602     | 0.28      | 2,331,752  |
| 메인             | 4         | 169,254              | 43.07                | -                    | 217,312                | 55.30                  | 4                      | 6,370                | 1.62                 | -                    | -         | -         | 392,936    |
| 몬태나           | 4         | 138,835              | 50.60                | 4                    | 114,117                | 41.59                  | -                      | 20,015               | 7.29                 | -                    | 1,437     | 0.52      | 274,404    |
| 미네소타         | 10        | 658,643              | 41.46                | -                    | 857,738                | 54.00                  | 10                     | 68,931               | 4.34                 | -                    | 3,198     | 0.20      | 1,588,510  |
| 미시간           | 21        | 1,370,665            | 41.46                | -                    | 1,593,082              | 48.18                  | 21                     | 331,968              | 10.04                | -                    | 10,506    | 0.32      | 3,306,221  |
| 미시시피         | 7         | 88,516               | 13.52                | -                    | 150,644                | 23.02                  | -                      | 415,349              | 63.46                | 7                    | -         | -         | 654,509    |
| 미주리           | 12        | 811,932              | 44.87                | 12                   | 791,444                | 43.74                  | -                      | 206,126              | 11.39                | -                    | -         | -         | 1,809,502  |
| 버몬트           | 3         | 85,142               | 52.75                | 3                    | 70,255                 | 43.53                  | -                      | 5,104                | 3.16                 | -                    | 902       | 0.56      | 161,403    |
| 버지니아         | 12        | 590,319              | 43.41                | 12                   | 442,387                | 32.53                  | -                      | 320,272              | 23.55                | -                    | 6,950     | 0.51      | 1,359,928  |
| 사우스다코타     | 4         | 149,841              | 53.27                | 4                    | 118,023                | 41.96                  | -                      | 13,400               | 4.76                 | -                    | -         | -         | 281,264    |
| 사우스캐롤라이나 | 8         | 254,062              | 38.09                | 8                    | 197,486                | 29.61                  | -                      | 215,430              | 32.30                | -                    | -         | -         | 666,978    |
| 아이다호         | 4         | 165,369              | 56.79                | 4                    | 89,273                 | 30.66                  | -                      | 36,541               | 12.55                | -                    | -         | -         | 291,183    |
| 아이오와         | 9         | 619,106              | 53.01                | 9                    | 476,699                | 40.82                  | -                      | 66,422               | 5.69                 | -                    | 5,704     | 0.49      | 1,167,931  |
| 아칸소           | 6         | 189,062              | 31.01                | -                    | 184,901                | 30.33                  | -                      | 235,627              | 38.65                | 6                    | -         | -         | 609,590    |
| 알래스카         | 3         | 37,600               | 45.28                | 3                    | 35,411                 | 42.65                  | -                      | 10,024               | 12.07                | -                    | -         | -         | 83,035     |
| 애리조나         | 5         | 266,721              | 54.78                | 5                    | 170,514                | 35.01                  | -                      | 46,573               | 9.56                 | -                    | 3,128     | 0.64      | 486,936    |
| 앨라배마         | 10        | 146,923              | 13.99                | -                    | 196,579                | 18.72                  | -                      | 691,425              | 65.86                | 10                   | 14,990    | 1.43      | 1,049,917  |
| 오리건           | 6         | 408,433              | 49.99                | 6                    | 358,866                | 43.93                  | -                      | 49,683               | 6.08                 | -                    | -         | -         | 816,982    |
| 오클라호마       | 8         | 449,697              | 47.68                | 8                    | 301,658                | 31.99                  | -                      | 191,731              | 20.33                | -                    | -         | -         | 943,086    |
| 오하이오         | 26        | 1,791,014            | 45.23                | 26                   | 1,700,586              | 42.95                  | -                      | 467,495              | 11.81                | -                    | 603       | 0.02      | 3,959,698  |
| 와이오밍         | 3         | 70,927               | 55.76                | 3                    | 45,173                 | 35.51                  | -                      | 11,105               | 8.73                 | -                    | -         | -         | 127,205    |
| 워싱턴           | 9         | 588,510              | 45.12                | -                    | 616,037                | 47.23                  | 9                      | 96,990               | 7.44                 | -                    | 2,744     | 0.21      | 1,304,281  |
| 워싱턴 D. C.     | 3         | 31,012               | 18.18                | -                    | 139,566                | 81.82                  | 3                      | -                    | -                    | -                    | -         | -         | 170,578    |
| 웨스트버지니아   | 7         | 307,555              | 40.78                | -                    | 374,091                | 49.60                  | 7                      | 72,560               | 9.62                 | -                    | -         | -         | 754,206    |
| 위스콘신         | 12        | 809,997              | 47.89                | 12                   | 748,804                | 44.27                  | -                      | 127,835              | 7.56                 | -                    | 4,902     | 0.56      | 1,691,538  |
| 유타             | 4         | 238,728              | 56.49                | 4                    | 156,665                | 37.07                  | -                      | 26,906               | 6.37                 | -                    | 269       | 0.06      | 422,568    |
| 인디애나         | 13        | 1,067,885            | 50.29                | 13                   | 806,659                | 37.99                  | -                      | 243,108              | 11.45                | -                    | 5,909     | 0.13      | 2,123,561  |
| 일리노이         | 26        | 2,174,774            | 47.08                | 26                   | 2,039,814              | 44.15                  | -                      | 390,958              | 8.46                 | -                    | 14,203    | 0.31      | 4,619,749  |
| 조지아           | 12        | 366,611              | 29.64                | -                    | 334,439                | 27.04                  | -                      | 535,550              | 43.30                | 12                   | 128       | 0.01      | 1,236,728  |
| 캔자스           | 7         | 478,674              | 54.84                | 7                    | 302,996                | 34.72                  | -                      | 88,921               | 10.19                | -                    | 2,192     | 0.25      | 872,783    |
| 캘리포니아       | 40        | 3,407,851            | 47.98                | 40                   | 3,186,270              | 44.86                  | -                      | 481,665              | 6.78                 | -                    | 26,992    | 0.38      | 7,102,778  |
| 켄터키           | 8         | 462,411              | 43.79                | 8                    | 397,541                | 37.65                  | -                      | 193,098              | 18.29                | -                    | 2,843     | 0.27      | 1,055,893  |
| 코네티컷         | 8         | 556,721              | 44.32                | -                    | 621,561                | 49.48                  | 8                      | 76,650               | 6.10                 | -                    | 1,300     | 0.10      | 1,256,232  |
| 콜로라도         | 6         | 409,345              | 50.72                | 6                    | 331,063                | 41.02                  | -                      | 60,813               | 7.53                 | -                    | 5,867     | 0.67      | 807,088    |
| 테네시           | 11        | 472,592              | 37.85                | 11                   | 351,233                | 28.13                  | -                      | 424,792              | 34.02                | -                    | -         | -         | 1,248,617  |
| 텍사스           | 25        | 1,227,844            | 39.87                | -                    | 1,266,804              | 41.14                  | 25                     | 584,269              | 18.97                | -                    | 489       | 0.02      | 3,079,406  |
| 펜실베이니아     | 29        | 2,090,017            | 44.04                | -                    | 2,259,403              | 47.61                  | 29                     | 378,582              | 7.98                 | -                    | 17,660    | 0.37      | 4,745,662  |
| 플로리다         | 14        | 886,804              | 40.53                | 14                   | 676,794                | 30.93                  | -                      | 624,207              | 28.53                | -                    | -         | -         | 2,187,805  |
| 하와이           | 4         | 91,425               | 38.70                | -                    | 141,324                | 59.83                  | 4                      | 3,469                | 1.47                 | -                    | -         | -         | 236,218    |
| 전체             | 전체      | 31,710,470           | 43.42                | 301                  | 31,209,677             | 42.74                  | 191                    | 9,893,952            | 13.55                | 46                   | 212,732   | 0.29      | 73,026,831 |

## 같이 보기
- 1968년 미국 하원의원 선거
- 1968년 미국 상원의원 선거
- 미국의 역사 (1964년~1980년)
- 미국의 대통령 목록
- 조지 갤럽